# Boswars
Bos Wars é um jogo de estratégia em tempo real(RTS) futurista muito apreciado pelos fãs de Starcraft. O jogador irá combater seus inimigos enquanto desenvolve suas tecnologias fortalecendo os robôs para a batalha.
O jogador deve construir sua economia e criar de um exército para defender e atacar os inimigos.
Bos Wars tem uma economia baseada no custo. A energia é produzida por usinas localizadas no magma (pontos quentes).
As construções e unidades de combate móveis também são construídos em um tempo real.
Controlar as maiores partes do mapa cria um potencial para aumentar a sua capacidade econômica.

## Características
É possível jogar multiplayer (varios jogadores simultâneos) em rede LAN e Internet ou ainda contra o computador.
O aplicativo esta disponível nas plataformas, como MacOS, Linux, BSD e Windows.
Bos Wars visa criar um original e divertido jogo RTS de Código aberto